# 徳化原古墳
徳化原古墳（とっけはらこふん）または頓化原古墳は、茨城県東茨城郡城里町北方（きたかた）にある古墳。形状は長方形墳。城里町指定史跡に指定されている（指定名称は「頓（徳）化原古墳」）。

## 概要
茨城県北部、那珂川南岸の台地上斜面において山寄せで築造された単独古墳である。現在は旧北方小学校校舎（現在は茨城県埋蔵文化財センター「いせきぴあ茨城」）北側に所在する。江戸時代以前から石室が開口したといい、近年に測量・発掘調査が実施されている。
墳形は長方形で、東西37.8メートル・南北24（22-30）メートルを測る（調査前は前方後円墳とする説もあった）。墳丘は多段築（4段以上）の階段ピラミッド構造で、墳丘上には柱穴列が認められる。また墳丘周囲には周溝が巡らされ、周溝隅部を中心に須恵器（壺）・土師器（甕・高坏・坏）が検出されている。埋葬施設は横穴式石室で、南方向に開口する。凝灰質泥岩の切石によって構築された整美な石室で、玄室・羨道からなる単室構造である。石室内の副葬品は失われているが、調査では青銅製帯金具（鉸具）・須恵器片が検出されている。
築造時期は古墳時代終末期の7世紀後半頃と推定される。特に青銅製帯金具は官僚制における初期唐風官服の帯の一部とされ、律令制施行に際して地方における地域再編の実態を知るうえで重要視される古墳になる。
古墳域は1973年（昭和48年）に旧桂村指定史跡に指定されている（現在は城里町指定史跡）。

## 遺跡歴
- 1973年（昭和48年）1月20日、旧桂村指定史跡（現在は城里町指定史跡）に指定[2]。
- 1984年（昭和59年）、村史編纂に伴う発掘調査。その後に石室補修（桂村教育委員会、1985年に報告書刊行）[1]。
- 2011年（平成23年）、東日本大震災に伴う石室損壊。その後に石室補修[1]。
- 2015年（平成27年）、茨城県埋蔵文化財センター「いせきぴあ茨城」の開設[1]。
- 2016年（平成28年）、測量調査（茨城大学考古学研究室、2018年に報告）[1]。
- 2018-2019年度（平成30-令和元年度）、範囲確認調査：第1・2次調査（茨城大学考古学研究室・城里町教育委員会、2021年に報告書刊行）[1]。

## 埋葬施設

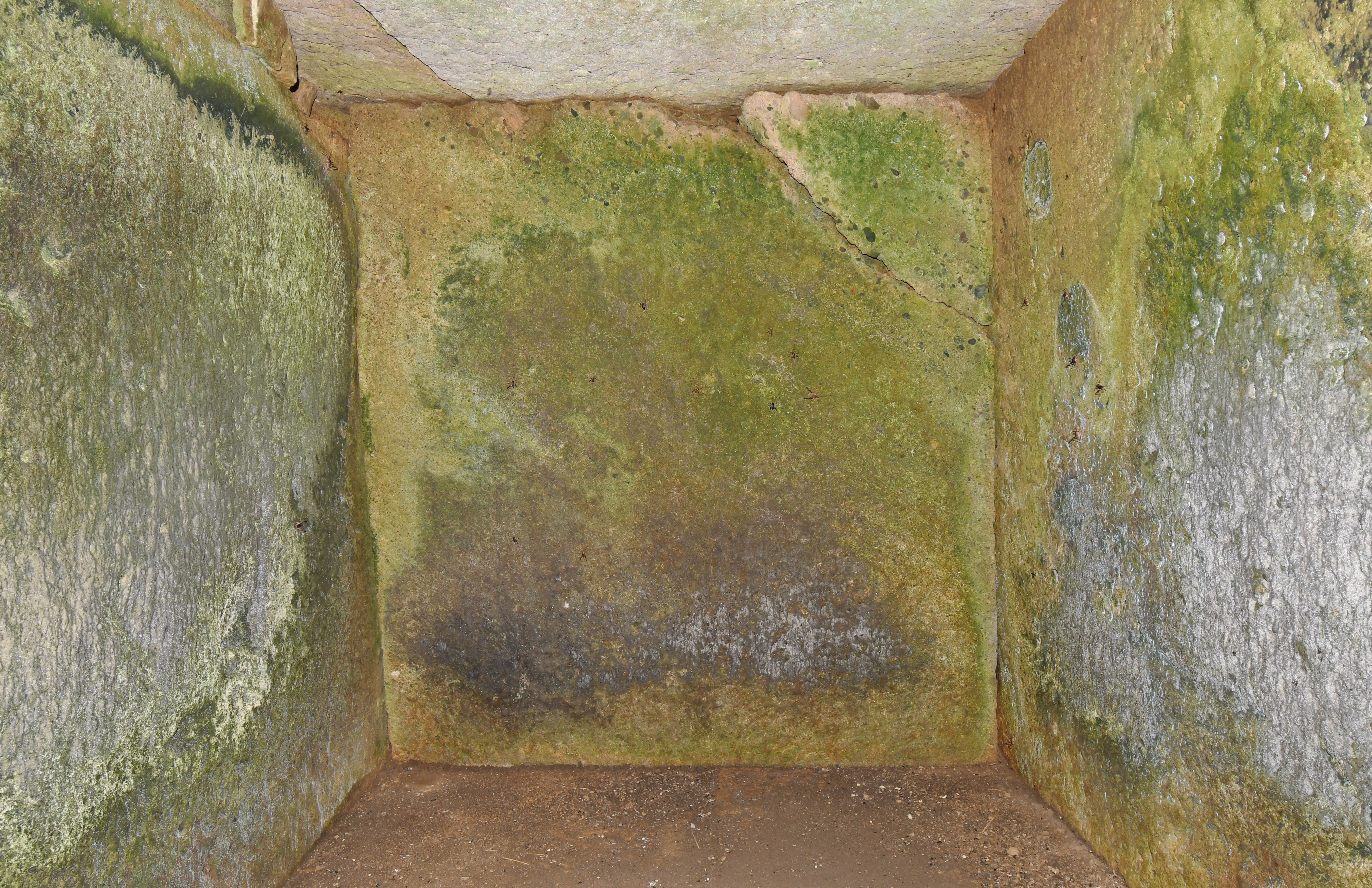
石室 玄室

埋葬施設としては横穴式石室が構築されており、南方向に開口する。玄室・羨道からなる単室構造の石室である。石室の規模は次の通り。
- 石室全長：現存3.58メートル
- 玄室：長さ2.30メートル、幅1.70メートル、高さ1.75メートル
- 羨道：長さ1.28メートル（玄門含む）、幅1.69メートル

石室の石材は凝灰質泥岩の切石で、羨道は礫床である。

## 文化財

### 城里町指定文化財
- 史跡
  - 頓（徳）化原古墳 - 1973年（昭和48年）1月20日指定[2]。

## 関連施設
- 茨城県埋蔵文化財センター「いせきぴあ茨城」（城里町北方） - 徳化原古墳に隣接。

## 関連文献
（記事執筆に使用していない関連文献）
- 報告書
  - 『頓（徳）化原古墳整備調査報告書』桂村教育委員会、1985年。
  - 「城里町徳化原古墳の測量調査」『茨城県中央部の古墳調査 -測量報告（墳丘･石室･遺物）-（茨城大学人文社会科学部考古学研究報告 第12冊）』茨城大学人文社会科学部考古学研究室、2018年。
  - 『頓（徳）化原古墳の研究 -茨城県城里町指定史跡の保存目的調査-』茨城大学人文社会科学部考古学研究室・城里町教育委員会、2021年。
- その他
  - 稲田健一 著「東茨城郡城里町徳化原古墳について -切石石室を有する古墳の一例-」、瓦吹堅先生還暦記念論文集刊行会 編『考古学の深層（瓦吹堅先生還暦記念論文集）』纂修堂、2007年。
  - 田中裕 著「考古学からみた「里長」の系譜」、白石太一郎先生傘寿記念論文集編集委員会 編『古墳と国家形成期の諸問題（白石太一郎先生傘寿記念論文集）』山川出版社、2019年。